# Arminio (Händel)

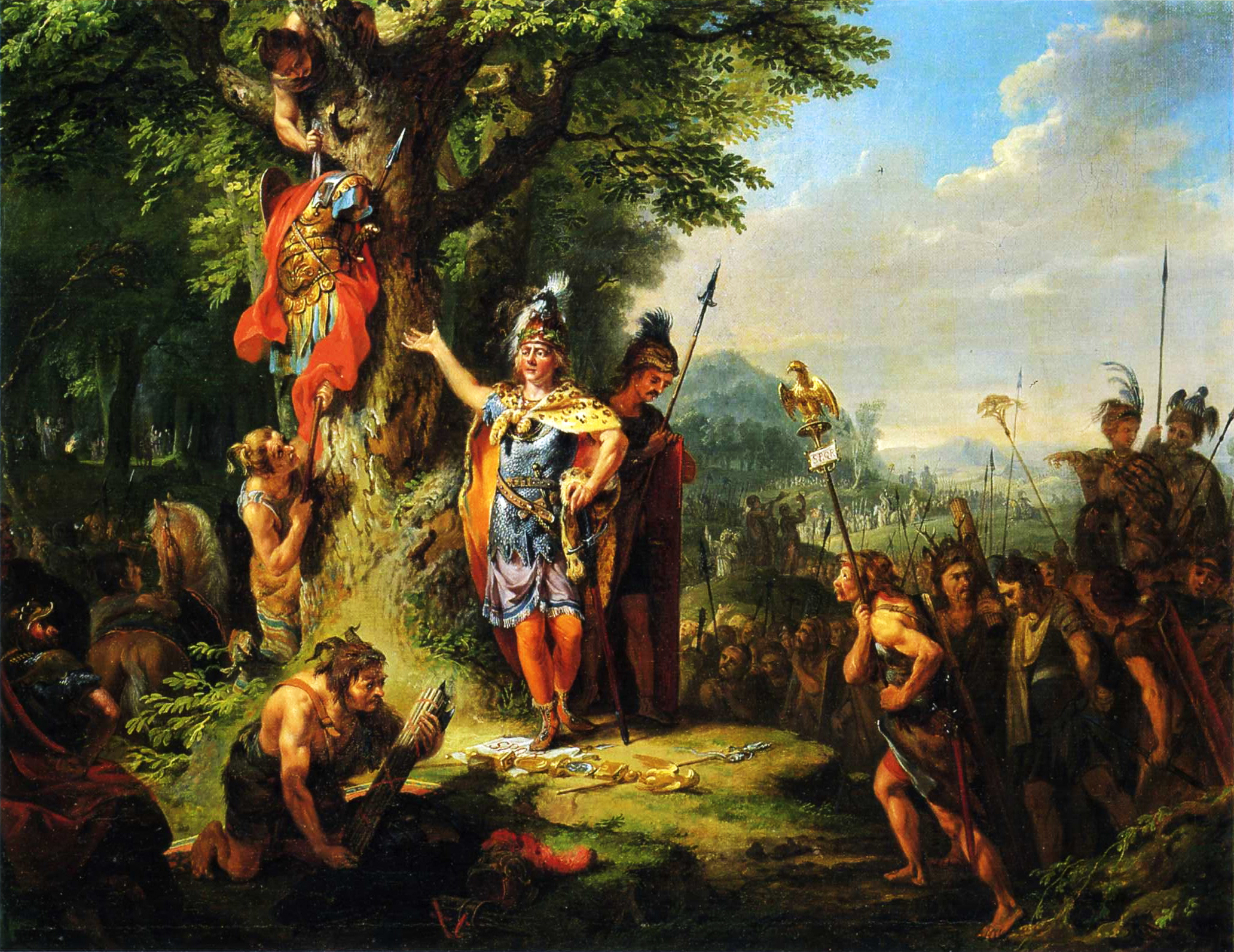
Arminius‘ Triumph in der Varusschlacht,
Johann Heinrich Tischbein der Ältere, 1758

Arminio (HWV 36) ist eine Oper (Dramma per musica) in drei Akten von Georg Friedrich Händel und neben Giustino und Berenice eine der drei Opern, die Händel innerhalb  eines halben Jahres für die Saison 1736/37 komponierte.

## Entstehung
Die Daily Post berichtete kurz nachdem Händel die Spielzeit mit der achten Aufführung der Atalanta wenige Tage zuvor beendet hatte:

“We hear that several Persons have been sent to Italy from the two Theatres, to engage some additional Voices, for the carrying on of Operas for the ensuing Season, and that Sig. Dominichino, one of the best Singers now in Italy, is engaged by Mr. Handel, and is expected over in a short time.”

„Dem Vernehmen nach haben die beiden Opernhäuser verschiedene Personen nach Italien geschickt, um für die nächste Saison noch einige Stimmen zu suchen, und Signor Dominichino, einer der besten jetzigen italienischen Sänger, soll von Herrn Händel engagiert worden sein und in kurzer Zeit hier erwartet werden.“

Der genannte Sänger kam dann im Oktober von Dresden nach England und ließ sich, wie es üblich war, vor seinem ersten Auftreten zuerst bei Hofe hören:

“On Tuesday last Signor Dominico Annibali, the celebrated Italian Singer lately arriv'd from Dresden, to perform in Mr. Handel's Opera in Coven-Garden, was sent for to Kensington, and had the Honour to sing several Songs before her Majesty and the Princesses, who express’d the highest Satisfaction at his Performance.”

„Letzten Dienstag [5. Oktober] wurde der gefeierte italienische Sänger Domenico Annibali,  kürzlich von Dresden hier angekommen, um in Händels Coventgarden-Oper aufzutreten, nach Kensington geschickt, wo er die Ehre hatte, der Königin und den Prinzessinnen verschiedene Gesänge vorzutragen, welche über diese Darbietung höchst zufrieden waren.“

Dass dies keine einseitige Parteinahme für Händel war, erhellt eine andere Zeitungsnachricht, nach welcher die drei von der gegnerischen „Opera of the Nobility“ engagierten Damen bei Hofe dieselbe beifällige Aufnahme fanden:

“Signora Merighi, Signora Chimenti, and The Francesina (Three Singer lately come from Italy, for the Royal Academy of Musick) had the Honour to sing before her Majesty, the Duke, and Princesses, at Kensington, on Monday Night last, and met with a most gracious Reception, and her Majesty was pleased to approve their several Performances: after which, The Francesina, performed several Dances to the entire Satisfaction of the Court.”

„Signora Merighi [Antonia Margherita Merighi], Signora Chimenti [Margherita Chimenti, genannt „La Droghierina“] und die Francesina [Elisabeth Duparc, genannt „La Francesina“], drei Sängerinnen, welche kürzlich für die königliche Musikakademie von Italien gekommen waren, hatten letzten Montagabend die Ehre, in Kensington vor der Königin, dem Herzog und den Prinzessinnen zu singen, und fanden eine höchst gnädige Aufnahme; Ihre Majestät geruhte, ihren Vorträgen Beifall zu schenken, und zum Schlusse machte die Francesina mit ihren Tänzen dem Hofe ein großes Vergnügen.“

Maria Strada war den Sommer über bei der inzwischen nach Holland verheirateten Prinzessin Anna gewesen. Am 4. Oktober kehrte sie zurück:

“Last Night the famous Signora Strada arriv’d from Holland, who is come on purpose to sing next Thursday in a Concert of Musick at the Swan Tavern in Exchange-Alley.”

„Gestern Abend kam die berühmte Signora Strada von Holland an, und zwar zunächst zu dem Zweck, um am folgenden Donnerstag im Gasthaus Zum Schwan in der Börsenallee zu singen.“

Händel begann am 14. August 1736 mit der Komposition einer im byzantinischen Reich spielenden Oper: Giustino und hatte den Entwurf am 7. September fertig. Doch vor dem „Ausfüllen“ dieser Partitur, was bei ihm bedeutete, die fertig skizzierten „Rand“-Stimmen (also Diskant und Bass) um die Mittelstimmen zu ergänzen, legte er diese aus der Hand und wandte sich einem neuen Werk zu: Arminio, den er am 15. September begann: angefangen Sept 15 | Mittwoch | 1736, wie er in seiner autographen Partitur notiert. Die weiteren Datierungen darin sind: Fine dell' Atto Primo | Sept 19. 1736. – Fine dell Atto 2do |Sept. 26. | 1736. – Fine dell' Opera | G.F. Handel Octobr 3 Anno 1736. | Den 14. dieses vollends | alles ausgefüllet. Als er diese Partitur fertig gestellt hatte, wandte er sich wieder dem Giustino zu, den er am 20. Oktober beendete. Mitte Dezember folgte dann die Komposition von Berenice.
Händel ging die neue Spielzeit mit derselben Strategie an, die er bereits zwei Jahre zuvor angewendet hatte: Wiederaufnahmen vor Weihnachten und neue Werke im neuen Jahr. Doch wie Benjamin Victor in einem Brief an den Geiger Matthew Dubourg in Dublin erwähnte, standen die Zeichen schlecht für ihn:

“The two opera houses are, neither of them, in a successful way; and it is the confirmed opinion that this winter will compleat your friend Handel’s destruction, as far as the loss of his money can destroy him.”

„Keines von den beiden Opernhäusern ist auf einem erfolgreichen Weg und es herrscht allgemein die Überzeugung, dass dieser Winter Eurem Freund Händel den endgültigen Untergang bringen wird, falls finanzielle Verluste für ihn den Untergang bedeuten.“

Am Covent Garden Theatre hoffte man, die festliche Stimmung nach der Hochzeit des Thronfolgers Friedrich Ludwig von Hannover mit Prinzessin Augusta von Sachsen-Gotha-Altenburg nicht nur durch die vom Prinzen angeordnete Wiederaufnahme von Atalanta, sondern auch durch entsprechende Dekorationen anderer Opern aufrechtzuerhalten. Über Alcina beispielsweise, mit der Händel am 6. November die Spielzeit eröffnete, wird berichtet:

“The Box in which their Royal Highnesses sat, was of white Satin, beautifully Ornamented with Festons of Flowers in their proper Colours, and in Front was a flaming Heart, between two Hymeneal Torches, whose different Flames terminated in one Point, and were surmounted with a Label, on which were wrote, in Letters of Gold, these Words, MUTUUS ARDOR.”

„Die Loge, in der die Majestäten saßen, war mit weißer Seide ausgeschlagen, wunderbar geschmückt mit Blumengirlanden in ihren natürlichen Farben, und vorne befand sich ein flammendes Herz zwischen zwei Hochzeitsfackeln, deren Flammen an einem Endpunkt zusammentrafen. Umgeben waren sie von einer Inschrift in Goldbuchstaben; diese lautete: MUTUUS ARDOR. [Gemeinsame Leidenschaft.]“

Um uns einen Einblick in die Lage der Konkurrenz, die ihre Spielzeit zwei Wochen nach Händel eröffnete, und in Händels Zukunftspläne zu verschaffen, halten wir uns an einen Brief, den Mrs. Pendarves, Händels Nachbarin in der Brook Street und seine lebenslange Verehrerin, am 27. November an ihre Schwester schrieb:

“Bunny came from the Haymarket Opera, and supped with me comfortably. They have Farinelli, Merighi, with no sound in her voice, but thundering action – a beauty with no other merit; and one Chimenti, a tolerable good woman with a pretty voice and Montagnana, who roars as usuall With this band of singers and dull Italian operas, such as you almost fall asleep at, they presume to rival Handel – who has Strada, that sings better than ever she did; Gizziello, who is much improved since last year; and Annibali who has the best part of Senesino’s voice und Caristini’s, with a prodigious fine taste and good actionl […] Mr. Handel has two new operas ready – Erminius and Justino. He was here two or three mornings ago and played to me both the overtures, which are charming.”

„Bunny [Bernard Granville: ihr Bruder] kam aus der Oper am Haymarket und speiste gemütlich mit mir. Sie haben Farinelli, Merighi, die überhaupt keine Stimme hat und eine polternde Schauspielerin ist – eine Schönheit ohne jeden anderen Vorzug; und eine gewisse Chimenti, eine Frau von annehmbarem Können und mit einer hübschen Stimme; und Montagnana, der so brüllt wie immer. Mit dieser Sängertruppe und ihren langweiligen italienischen Opern wollen sie mit Händel wetteifern, der doch die Strada hat, die besser singt als je zuvor, und Gizziello, der sich seit dem letzten Jahr stark verbessert hat; und Annibali, dessen Stimme der Senesinos nahekommt; und Caristini mit seinem erstaunlich guten Geschmack und seinem schauspielerischen Können! […] Händel hat zwei neue Opern vorbereitet – Arminio und Giustino. Vor zwei oder drei Tagen war er hier und spielte mir beide Ouvertüren vor; sie sind zauberhaft.“

Am 20. November wurde die Hochzeitsoper Atalanta wieder aufgenommen und am Ende der Aufführung gab es zu Ehren der anwesenden königlichen Hoheiten „several fine devices in fire-works“ („einige schöne Feuerwerke“). Auch dem am 8. Dezember folgenden Poro schenkte das Kronprinzen-Paar seine Teilnahme.
Mitten in der Arbeit an der Berenice – Giustino war schon seit 20. Oktober fertig – fand dann die Uraufführung des Arminio am 12. Januar 1737 im Covent Garden Theatre statt.
Besetzung der Uraufführung:
- Arminio – Domenico Annibali (Altkastrat)
- Tusnelda – Anna Maria Strada del Pó (Sopran)
- Sigismondo – Gioacchino Conti, genannt „Gizziello“ (Soprankastrat)
- Ramise – Francesca Bertolli (Alt)
- Varo – John Beard (Tenor)
- Segeste – Henry Theodore Reinhold (Bass)
- Tullio – Maria Caterina Negri (Alt)

## Libretto
Das Libretto basiert auf Antonio Salvis Arminio, welches mit Musik von Alessandro Scarlatti zuerst aufgeführt wurde. Scarlatti schrieb seine Oper 1703 als erste von vieren für das Theater von Ferdinando de Medici in Pratolino (bei Florenz). Salvis Libretto geht seinerseits zurück auf die französische Tragödie Arminius von Jean-Galbert de Campistron aus dem Jahre 1684. Es wurde bis in die Mitte des 18. Jahrhunderts hinein immer wieder neu vertont, u. a. von Antonio Caldara (1705), Carlo Francesco Pollarolo (1722), Johann Adolph Hasse (1730) und Baldassare Galuppi (1747). Der Bearbeiter dieses Librettos blieb, wie so oft, ungenannt und uns damit unbekannt. Sein Hauptaugenmerk war darauf gerichtet, das Stück den verfügbaren Sängern anzupassen. Der Text lehnt sich in Einzelheiten sehr eng an die originale Vorlage. Insgesamt übernahmen Händel und sein Librettist daraus 21 Arien- und Ensembletexte einschließlich des Schlusschores und ließen lediglich neun neue Nummern einfügen. Darüber hinaus strichen sie mehr als tausend Zeilen der Rezitative (die das englische Publikum zu langweilen pflegten) aus dem Libretto, was unvermeidlich zur Folge hatte, dass in den verbliebenen 308 Rezitativzeilen leider viele dramatische Zusammenhänge verloren gingen, und den Zuhörern so zugemutet wird, zwischen der vielen wunderbaren Musik, sich selbst einen Reim auf den Sinn der Geschichte zu machen.
So tritt z. B. Sigismondo auf und singt „Non son sempre vane larve“ (Nr. 7), ohne dass das Publikum erfährt, dass er einen Traum gehabt hat, in dem die Ereignisse der Zukunft vorhergesagt und erklärt wurden. Außerdem hat der Librettist wahllos Texte von einer Figur auf andere übertragen: Sigismondos „Impara a non temer“ (Nr. 29) war eigentlich für Ramise gedacht und passt auch besser zu ihr. Obendrein sind seine Änderungen selbst geringfügiger Einzelheiten selten eine Verbesserung; so fügt er einer langen Aneinanderreihung von Füllwörtern unpassenderweise einige weitere hinzu, so dass Sigismondos Rezitativ in der vierten Szene des dritten Akts zumindest auf dem Papier zu einem der albernsten Momente der Opera seria verkommt: „Fermate. Oh padre! Oh amore! Oh sangue! Oh Arminio! Oh sorte! Oh Ramise! Oh sorella! Oh affetti! Oh morte!“. Händel jedoch ist fähig, selbst in den künstlichsten, unzureichendsten dramatischen Texten die wahren menschlichen Emotionen zu entdecken und dann mit einer regelrecht verblüffenden psychologischen Direktheit diese Gefühle durch Musik zu vermitteln, die sich zwar immer wieder ähnlicher Klischees bedient, aber dennoch überraschend angemessen, ergreifend schön und oft erstaunlich originell ist.
Händels Freunden, vielleicht nicht verwunderlich, gefiel der Arminio sehr:

“I was this morning regaled with Mr. Handel’s new opera called Arminius, it was rehearsed at Covent Garden; I think it is as fine a one as any he has made […]”

„Ich wurde heute Morgen mit Händels neuer Oper Arminio verwöhnt, welche in Covent Garden geprobt wurde. Ich finde sie genauso schön, wie alle, die er gemacht hat […]“

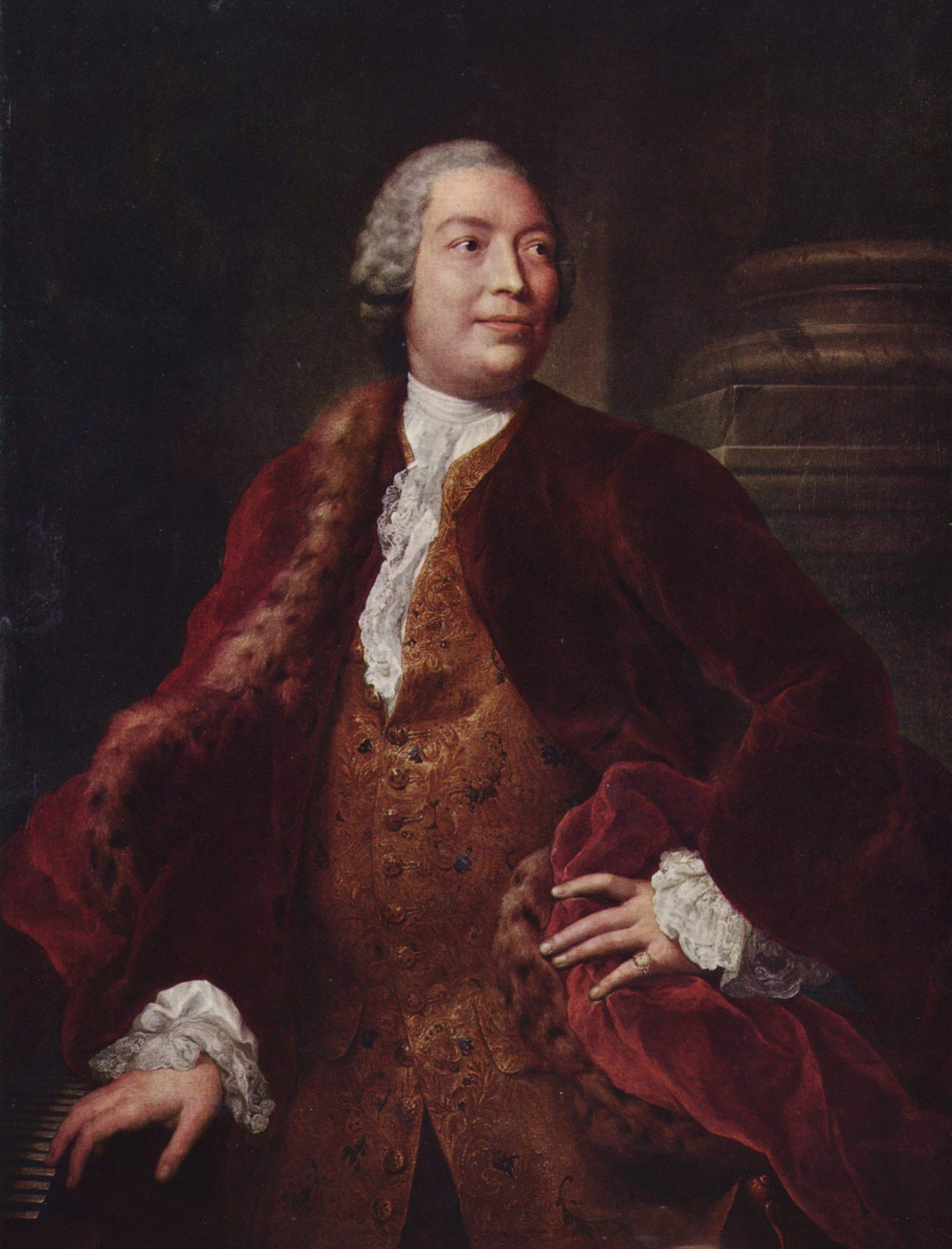
Domenico Annibali (1705–1779),
Anton Raphael Mengs, 1750

In einem langen Brief an seinen Vetter, den Philosophen James Harris, gibt der Earl of Shaftesbury eine umfassende Überprüfung der Oper und ihrer Stimmen:

“I was at Arminius last Saturday where I had the pleasure to meet many of our musical friends […] Handel has a much larger orquestre […] than last year & the loss of Castrucio is abundantly supplied by Martini who plays immediately above Clegg where Castrucio us’d to sit.  The overture is a very fine one & the fuge I think as far as I can tell at once hearing not unlike to that in Admetus[;] it […] ends with a minuet strain[.]  The first song is a duet between Annibali & Strada & is but short [,] but like the whole piece in every respect excellent & vastly pleasing. To tell you my real opinion of Annibali I found him widely different from the idea I had conceiv’d of him but it was on the right side that I was mistaken for he prodigiously surpass’d my expectations.  His voice it must be confess’d is not so good as some we have had[;] the lower noates of it are very weak & he has not the melowness of Senesino […] but the middle part of it is clear strong & manly & very tunable. […] he is by far a greater master of musick than any man I ever heard sing on a stage. He is as exact in his time as Caporali who plays the base[,] though he sings with the greatest ease imaginable & his closes are superiour to them all […] he comes to them in the most natural rational way[,] always keeps within the air & scarce ever makes two alike throughout the opera.  One is never in any pain about him[,] he enters so thoroughly into what he is about both as to action as well as the song. His action indeed is incomparable & he sings with all the passion his voice will admitt. — Upon the whole he pleases me the best of any singer I ever heard without exception. I need but mention Strada’s name[,] you know her excellencies[.]  She has a charming part.  As for Conti he sings I think better than last year […] Martini has a solo upon the hautboy with only Conti singing to it.  Indeed Martini exerts himself mightily through the whole opera. Beard has but two[,] though two too many[,] songs for he is absolutely good for nothing: Bertolli’s & Negri’s songs are pleasing firm compositions & they perform them extremely well.  The base has but one song. The opera is rather grave[,] but correct & labour’d to the highest degree & is a favourite one with Handel.  The bases & accompaniment if possible is better than usual.  But I fear ’twill not be acted very long.  The Town dont much admire it. […] P:S Mr Handel has just this minute been with me[;] he is in high spirits and tells me he has now ready & compleated two more operas & can have something else this winter besides if there is occasion.”

„Ich war letzten Samstag im Arminius, wo ich das Vergnügen hatte, viele unserer musikalischen Freunde zu treffen. […] Herr Händel hat jetzt ein viel größeres Orchester […] als im letzten Jahr und der Verlust von Castrucio ist durch Martini, der sofort vor Clegg spielte, der normalerweise auf Castrucios Platz sitzen sollte, mehr als aufgefangen worden. Die Ouvertüre ist sehr fein und die Fuge, sofern ich das von dem einen mal hören sagen kann,  der in Admeto nicht unähnlich;  sie […] endet mit einer Art Menuett. Der erste Gesang ist ein kurzes Duett zwischen Annibali und der Strada, aber wie das ganze Stück in jeder Hinsicht ausgezeichnet und sehr schön. Um Ihnen meine wirkliche Meinung über Annibali zu sagen: ich hatte doch einen völlig anderen Eindruck von ihm, als ich mir vorher vorgestellt hatte. Glücklicherweise hatte ich mich geirrt und war positiv überrascht, denn er übertraf meine Erwartungen bei weitem. Seine Stimme, das muss ich gestehen, ist nicht so gut wie einige, die wir schon gehabt haben;  die tiefen Noten sind sehr schwach und er hat nicht die Gesanglichkeit eines Senesino […] aber sein mittleres Register ist klar, kräftig, männlich und sehr geschmeidig. […] Er ist ein weitaus größerer Meister seines Faches, als jeder Mann, den ich je auf einer Bühne habe singen hören. Er war mit Caporali, der den Bass spielte, perfekt zusammen, wenn er mit der größten Leichtigkeit alle Schlüsse bewunderungswürdig abgestimmt sang. […] Er machte dies auf höchst natürliche und intelligente Weise und kaum zweimal gleich in den Arien der Oper. Man ärgert sich nie über ihn und sowohl seine Bühnenaktion als auch sein Gesang sind überzeugend. Sein schauspielerisches Können ist in der Tat unvergleichlich und er singt mit all der Leidenschaft, die seine Stimme hergibt. – Zusammengefasst: er ist der beste Sänger, den ich je ohne Ausnahme gehört habe. Ich muss aber auch Stradas Namen erwähnen, Sie kennen ja ihre Vorzüge. Sie hat eine entzückende Partie. Als auch Conti, der, so denke ich, besser als im letzten Jahr singt […] Martini hat ein Solo auf der Oboe und nur Conti singt dazu. Tatsächlich hat Martini in der ganzen Oper viel zu tun. John Beard hat aber nur zwei Arien, dennoch sind es zwei zu viel: sie sind für absolut nichts gut. Bertollis und Negris Gesänge sind erfreulich solide Kompositionen, die sie wunderbar vortragen. Der Bassist hat nur eine Arie. Die Oper ist eher schwermütig, aber sehr genau gearbeitet und eine der besten von Händel. Der Bass und die Begleitung sind besser als üblich. Aber ich fürchte, sie wird nicht sehr lange gespielt werden. Die Stadt weiß sie nicht zu schätzen. […] P.S. Herr Händel war gerade in dieser Minute mit mir, er ist bester Laune und erzählte mir, dass er zwei weitere Opern fertiggestellt hat und noch mehr in diesem Winter machen kann, wenn sich die Gelegenheit bietet.“

Shaftesbury behielt recht: nach nur sechs Aufführungen, davon die letzte am 12. Februar, war der Arminio für fast 200 Jahre nicht mehr auf der Bühne zu erleben und weder dieser noch der nachfolgende Giustino, noch das Können Contis oder des neuen Altisten vermochten Händel zu retten. Selbst die „Modernisierung“ seines Stils, die Burney stets so bereitwillig in seinen Werken entdeckte, äußerte sich lediglich im Einsatz von

“[…] more bases and accompaniments in iterated notes,[…] than in any preceding work.”

„[…] mehr Bässen und Begleitungen in sich wiederholenden Note […] als in jedem seiner früheren Werke.“

An der Adelsoper bewies man mehr Erfindungsgabe: als man feststellte, dass der Zauber Farinellis allmählich verblasste, fügte man komische Intermezzi zwischen die einzelnen Akte der Opera seria ein. II Giocatore, in den Pausen zwischen den Akten von Johann Adolph Hasses Siroe am Neujahrstag 1737 gezeigt, war die erste italienische komische Oper, welche das Londoner Publikum zu sehen bekam. Die Königsfamilie war vollständig anwesend, mit Ausnahme des Königs selbst, den eine Flaute vor der Küste Hollands festhielt. Doch selbst durch solche Notmaßnahmen ließ sich das Publikum nicht mehr locken, und Colley Cibber schrieb:

“[…] we have seen […] even Farinelli singing to an Audience of five and thirty Pounds.”

„[…] wir haben erlebt, […] dass selbst Farinelli vor einem Publikum von 35 Pfund sang.“

Erst am 23. Februar 1935 wurde das Stück unter dem Titel Hermann und Thusnelda in Leipzig anlässlich der Händelfeier zum 250. Geburtstag Händels in einer deutschsprachigen Fassung von Max Seiffert und Hans Joachim Moser und unter der musikalischen Leitung von Paul Schmitz wieder aufgeführt.
Die erste Wiederaufführung des Stückes in Originalsprache und historischer Aufführungspraxis sah man in Nîmes (Théatre l’Odeón) am 6. Mai 1997 mit dem Ensemble Gradiva unter der Leitung von Alain Zaepffel und Hiro Kurosaki.

## Handlung

### Historischer und literarischer Hintergrund

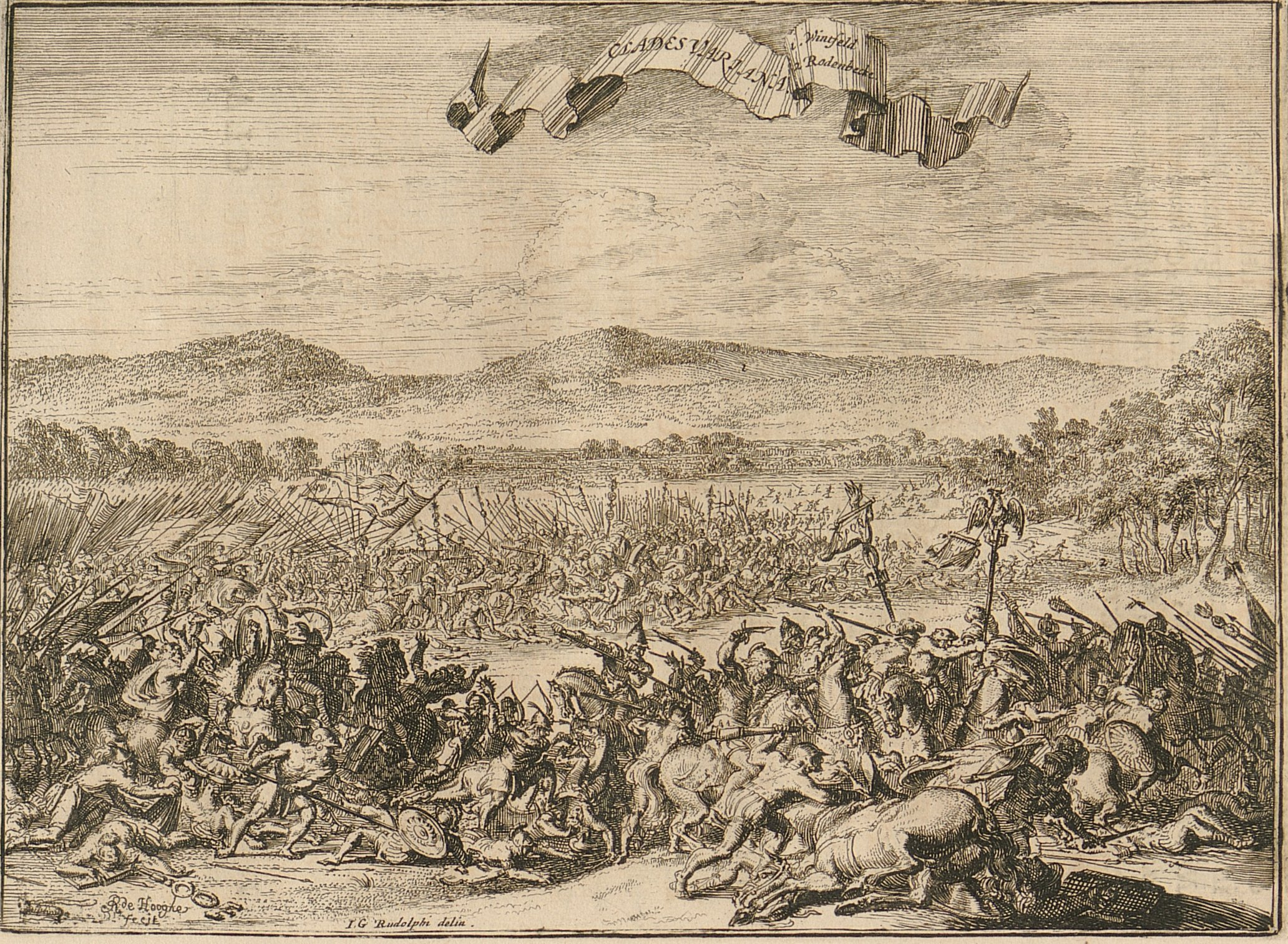
Darstellung der Varusschlacht,
Monumenta Paderbornensia, 1672

Wie man dem „Argomento“ („Vorbemerkung“) des Librettos von Salvi entnehmen kann, ist der historische Hintergrund der Opernhandlung der unter den Namen „Schlacht im Teutoburger Wald“, „Varusschlacht“ oder „Hermannsschlacht“ überlieferte Sieg der Germanen über die Römer im Jahre 9 n. Chr., wie sie von Tacitus in seinen Annales (Erstes Buch, Kap. 55–68) überliefert ist. 
Zuvor hatte schon Strabon in seiner Geographica im siebten Buch (Kap. 1,4), wenn auch beiläufig, über diese Schlacht berichtet, bei der unter der Führung des römischen Generals Publius Quinctilius Varus drei römische Legionen ihren Untergang fanden, als sie von Germanenstämmen unter der Führung des Cheruskerfürsten Arminius angegriffen wurden. Varus selbst nahm sich noch auf dem Schlachtfeld das Leben.
Von Strabon stammen auch die Namen der germanischen Frauen Thusnelda und Rhamis. Die Schilderung der familiären Auseinandersetzungen zwischen den germanischen Stämmen der Chatten und der Cherusker, die in Salvis Libretto eine wichtige Rolle spielen, geht auf Tacitus zurück.

### Erster Akt
Arminio, Fürst des germanischen Stammes der Cherusker, der zu den Waffen gegriffen hat, um gegen die römische Invasion in seinem Land zu kämpfen, gibt den Bitten seiner Frau Tusnelda nach, sich vom Schlachtfeld zurückzuziehen, damit sie nicht beide gefangen genommen werden.
Sie gehen ab, als Varo und Tullio auftreten. Tullio teilt dem römischen Feldherrn Varo mit, dass Arminio geflohen und die Schlacht offenbar für die Römer gewonnen ist. Varo gibt zu erkennen, dass er in Arminios Frau Tusnelda verliebt ist. Aber Tullio rät ihm, dieses unwürdige Begehren zu vergessen und stattdessen weiter für den Triumph Roms zu kämpfen. Varo jedoch entgegnet, dass Liebe ja auch zu großen Taten inspirieren kann.
Der flüchtige Arminio wird von Tusneldas Vater Segeste, einem germanischen Fürsten, der mit den Römern kollaboriert, gefangen genommen und in Ketten gelegt. Arminio prangert Segeste wegen seines Verrats am eigenen Volk an, während Tusnelda zwischen der Loyalität zu ihrem Mann und ihrem Vater hin- und hergerissen ist. Als Varo verlangt, dass Arminio die Unterwerfung unter Rom akzeptieren möge, besteht dieser darauf, lieber zu sterben, als sich zu beugen. Segeste argumentiert, dass der verhasste Schwiegersohn enthauptet werden muss, um den Frieden mit Rom zu sichern.
Im Schloss des Segeste träumt dessen Sohn Sigismondo von Ramise, der Schwester Arminios, in die er unsterblich verliebt ist, als Tusnelda die Nachricht von Arminios Gefangennahme bringt. Auch Ramise ist sehr beunruhigt über die Bedrohung des Lebens ihres Bruders. Als Sigismondo Tusnelda in dieser Situation um Mitgefühl bittet, weist diese darauf hin, dass sein Dilemma dem ihren in nichts nachsteht, da sie zwischen der Loyalität zu ihrem Mann und ihrem Vater hin- und hergerissen ist.
Segeste befiehlt seinem Sohn, die Hoffnung auf eine Hochzeit mit Ramise aufzugeben, doch Sigismondo erklärt, dass er lieber sterben würde, als dies zu tun.

### Zweiter Akt
Tullio teilt Segeste mit, dass der römische General Varo in seine Tochter und Arminios Frau Tusnelda verliebt ist. Dieser freut sich darüber, da er hoffen kann, dass Varo nach dem Tod von Arminio sein neuer Schwiegersohn sein wird. Varo erscheint mit einem Brief vom Kaiser, in dem Arminios Hinrichtung angeordnet wird. Segeste triumphiert und lässt Arminio in Ketten legen. Er fordert ihn auf, sich Rom zu unterwerfen, um sein Leben zu retten, aber Arminio weist dieses Ansinnen brüsk von sich: lieber wolle er sterben, als durch Verrat seine Ehre zu verlieren. Tusnelda ist außer sich vor Kummer.
Nun erscheint Ramise und prangert Segeste, den Kollaborateur, an, denn ihr droht, ihren Bruder zu verlieren. Sie ist außer sich und versucht, Segeste mit dem Degen zu durchbohren, was Sigismondo allerdings verhindert, woraufhin Ramise ihn bitter beschimpft. Weil sie so wütend ist, bietet Sigismondo sein Leben an, um sie zu besänftigen. Aber Ramise verhindert, dass er sich etwas antut. Doch sie leidet unter der gespaltenen Loyalität zwischen ihrem Geliebten und dem Bruder. Auch Sigismondo sieht keinen Ausweg aus der Situation.
Arminio hat Varo in den Kerker kommen lassen und teilt ihm mit, dass er weiß, dass dieser seine Frau liebt und gibt seinen Segen für ihre Heirat nach seinem Tod, den er inzwischen akzeptiert hat. Tusnelda hingegen macht Varo klar, dass sie nur glücklich werden kann, wenn er das Leben ihres Mannes rettet. Dies zu tun, verspricht nun Varo und Tusnelda schwört ihm ewige Dankbarkeit.

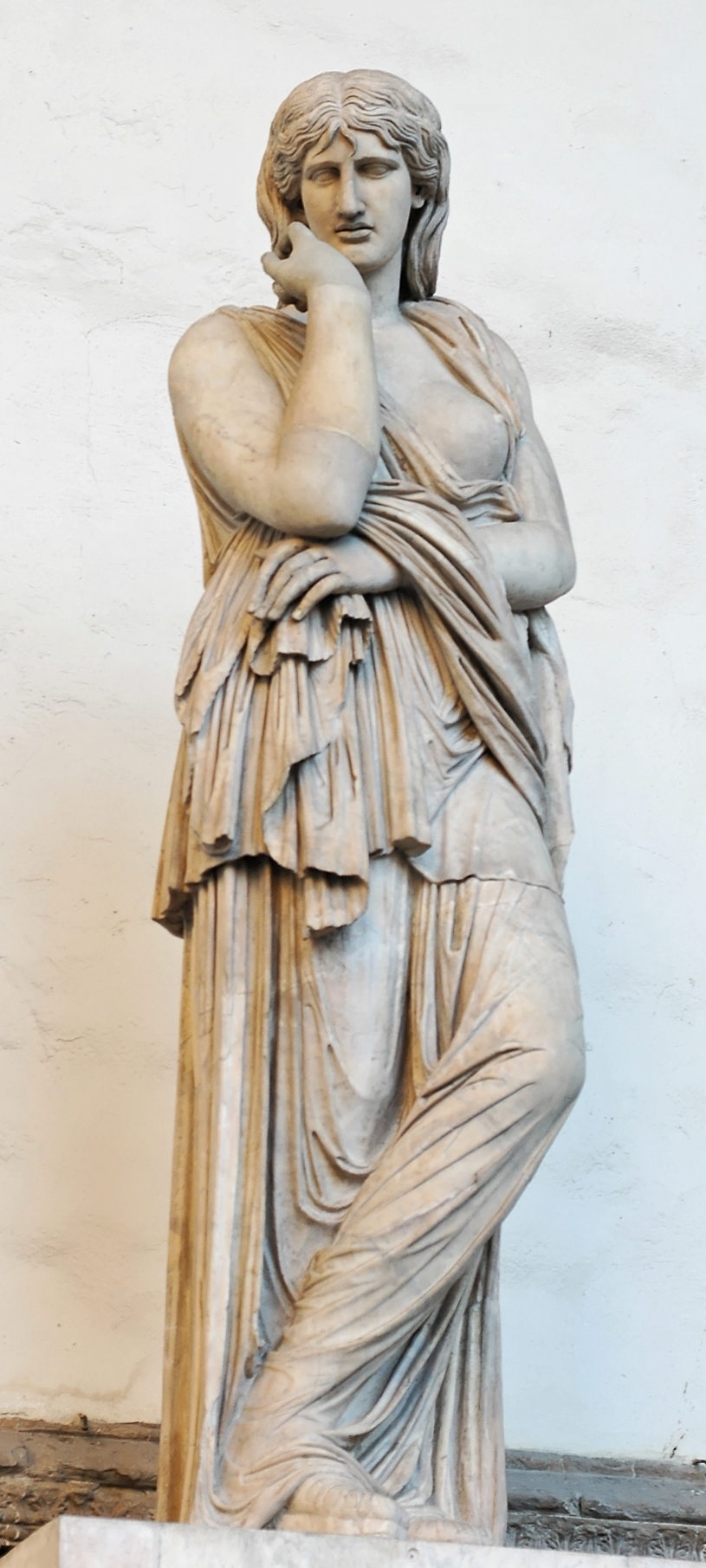
Statue der Tusnelda in der Loggia dei Lanzi, Florenz.

### Dritter Akt
Arminio wird zu seiner Hinrichtungsstätte im Hof von Segestes Burg gebracht, widersetzt sich aber weiterhin Rom und erwartet erhobenen Hauptes seinen Tod. Als der erscheinende Varo Arminio von seinen Ketten befreit, staunt Segeste nicht schlecht. Varo will ihm die Gelegenheit geben, im Kampf zu sterben. Doch Tullio kommt mit der Nachricht, dass ein anderer germanischer Anführer die römischen Schlachtreihen durchbrochen hätte. Arminio wird sofort ins Gefängnis zurückgebracht, damit die Römer den neuerlichen Kampf aufnehmen können.
Da Tusnelda glaubt, dass Arminio tot ist, denkt sie deshalb über Selbstmord mit dem Schwert ihres Mannes nach, beschließt aber, sich stattdessen zu vergiften. Ramise kommt gerade noch rechtzeitig, um sie daran zu hindern, und die beiden Frauen beschließen, dass sie Arminio retten müssen. Am Kerker angekommen, appellieren sie an Sigismondo, er möge Arminio freilassen. Immer noch kann er sich aber nicht zwischen dem Verrat an seinem Vater und der Liebe zu seiner Schwester und seiner Geliebten entscheiden, woraufhin die beiden Frauen drohen, sich umzubringen. Da entscheidet sich Sigismondo endlich für eine Seite und befreit Arminio, was Tusnelda überrascht. Als Arminio das Schwert nimmt, das er zuvor Ramise entwendet hatte, bricht er auf, um wieder gegen die Römer in den Kampf zu ziehen, wofür Tusnelda ihm Mut zuspricht.
Ramise fürchtet die Reaktion von Segeste auf die Taten seines Sohnes und drängt ihn zur Flucht, doch Sigismondo weigert sich. Als Segeste aber erscheint, wütend über die Tat seines Sohnes, gibt Ramise vor, dass sie es gewesen sei, die Arminio das Schwert zurückgegeben hat. Also lässt Segeste sowohl seinen Sohn als auch Ramise in Ketten legen. Während Sigismondo seinem Vater die Stirn bietet, ist Ramise einerseits froh, das gemeinsamen Schicksals mit ihrem Geliebten zu teilen und gleichzeitig verzweifelt, weil beide in verschiedene Kerker kommen werden. 
Tullio teilt Segeste mit, dass Varo gefallen, das römische Herr vernichtet und seine Burg besetzt ist. Tullio meint, sie sollten fliehen, solange sie noch können, aber Segeste denunziert stattdessen seinen Sohn als Verräter und versucht, ihn zu töten. Arminio kommt gerade noch rechtzeitig, um dies zu verhindern und entwaffnet Segeste. Er und Sigismondo flehen Segeste an, seinen Zorn zu besänftigen, und versprechen, ihm zu vergeben, wenn er es seinerseits tut. Segeste, überwältigt von ihrer Freundlichkeit, willigt ein. Arminio und Tusnelda freuen sich über ihr Wiedersehen und alle feiern die glückliche Wendung der Ereignisse.

## Musik
Händels Oper Arminio hatte eine unglückliche Geschichte. Sie wurde gegen Ende seiner Opernlaufbahn komponiert, als Händel neben anderen Altersproblemen – im achtzehnten Jahrhundert gab niemand vor, einundfünfzig Jahre seien „kein Alter“ – mit dem zweifachen Dämon seiner nachlassenden Gesundheit und stetig nachlassenden Popularität beim Londoner Publikum konfrontiert war. Nachdem sie in aller Eile entstanden war, verschwand sie ebenso hastig. Musikforscher und andere Kommentatoren, von der Zeit Charles Burneys in der zweiten Hälfte des 18. Jahrhunderts bis auf den heutigen Tag, haben die Oper als uninteressant oder unwichtig abgetan – in vielen Fällen, ohne sie gehört oder sich die Musik genau angesehen zu haben. Über der Feststellung, dass sie hastig verfasst wurde, haben manche vergessen, dass es keinen Grund gibt, sich über die noch größere Hast zu beschweren, mit der Händel einige Jahre später ein noch längeres Werk komponiert hat – das Oratorium Der Messias. Gegen die Auffassung, dass dieses berühmte Oratorium eine göttliche Eingebung sei, lässt sich kaum etwas einwenden – auch nicht dagegen, dass es einen guten Text hat! Aber ich denke, es lässt sich nachweisen, dass ein vergleichsweise hohes Maß an musikalischer Kunstfertigkeit, Kompetenz und stellenweise gar außerordentlichen Einfallsreichtums auf die Komposition von Arminio verwandt wurde, obwohl das Werk leider ein sehr unzureichendes Textbuch hat.
Ein Kennzeichen eines großen dramatischen Komponisten ist die Fähigkeit, eine angenehme und überzeugende Struktur zu schaffen, in der die dramatische Spannung nicht nachlässt und das Interesse an der Musik nie abnimmt. Nach der faszinierenden Rarität des Anfangsduetts („Il fuggir, cara mia vita“ Nr. 1) für das Protagonistenpaar, umreißt Händel seine Figuren und deren Interaktion im Ersten Akt mit einer Folge relativ kurzer Arien, die meist nur von Unisono-Violinen und Basso continuo begleitet werden und sich für den Sigismondo überlassenen Aktschluss zu voller Länge und voller Besetzung steigern. Der zweite Akt weist nicht so viele, aber dafür längere und stärker variierte Arien auf, vor allem für den Titelhelden, und sieht sogar für die verwirrte Ramise eine Arie vor, die ans komisch-hysterische grenzt: („Niente spero, tutto credo“ Nr. 16).  Im dritten Akt schließlich zieht Händel sämtliche Register, indem er seine Figuren variiert und vertieft und gleichzeitig mit einigen höchst ungewöhnlichen Formen experimentiert. Der Akt beginnt mit einer „sinfonia accompagnata“ in Gestalt eines eindrucksvollen, aber düster ahnungsvollen Trauermarschs, der sich unerwartet in ein Rezitativ für Arminio verwandelt: „Fier teatro di morte“ (Nr. 20), wobei die punktierten Rhythmen der Eröffnung nun eingesetzt werden, um die Ausrufe des Helden zu unterbrechen. Später im Akt setzt Händel seine Erkundung musikalischer Mischformen fort, indem er Sigismondo seine Arie „II sangue al cor favella“ (Nr. 25) mit dem rezitativischen Ausruf  „Salvarlo?“ unterbrechen und die melodiöse Arienbegleitung in eine typische Rezitativbegleitung mit wiederholten Noten umschlagen lässt. Obwohl diese bemerkenswerte Nummer in die gleiche Kategorie eingeordnet werden kann, wie viele andere Versuche Händels im späteren Leben, die standardisierte Da-capo-Arie zu vermeiden, offenbart sie weniger das Bemühen „modern“ zu sein, als das fortgesetzte, unaufhörliche Forschen eines aktiven und brillanten musikalischen Geistes. Das, was Händels Phantasie vielleicht angeregt hat, diese völlig unberechenbare Arie zu komponieren, war wohl die Textstelle „…né so quel che sarà.“ („…noch weiß ich, was geschehen wird.“)

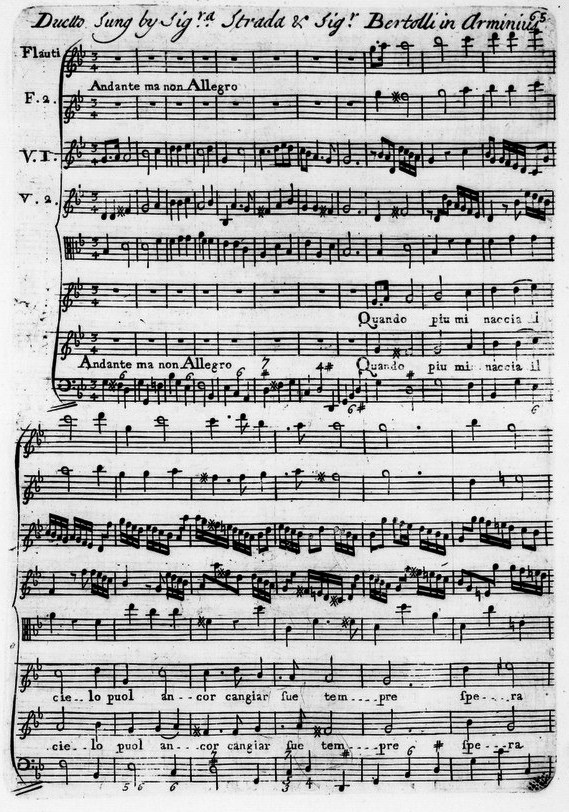
Beginn des Duetts Tusnelda/Ramise („Quando più minaccia il Cielo“, Nr. 24), Druck von John Walsh, London 1737

Auf jeden Fall war es der Text über das Schicksal und dessen Wechselhaftigkeit, der das einzigartige Duett für Tusnelda und Ramise („Quando più minaccia il Cielo“, Nr. 24) inspiriert hat. Die Oboisten werden in Blockflötenspieler und wieder zurück „verwandelt“, und die sechs Takte, die nötig sind, ihre Blockflöten wieder gegen Oboen auszutauschen, bieten Händel Gelegenheit, vor dem abschließenden Adagio eine überraschende Metamorphose der Stimmen und ihrer Begleitung zu bewerkstelligen. Im Anschluss daran wird die erwartete konventionelle Rückkehr des ernsten einleitenden Ritornells durch dessen geschickte Verwandlung in eine üppigere, sinnlichere Parodie seiner selbst ersetzt. Vielleicht hat die Vorstellung vom „dräuenden Himmel“ Händel veranlasst, sich an die strengen lutherischen Choräle seiner Jugend zu erinnern (der Rückfall in hochbarocke Strenge gemahnt an Mozarts geharnischte Männer in der Zauberflöte), während die „Wechselfälle des Schicksals“ ihn an seine damaligen relativ luxuriösen, kosmopolitischen Lebensumstände denken ließen. Und dennoch verharrt das Stück in seiner gedämpften, melancholischen Tonart – „Vanitas vanitatum!“, oder mit den Worten eines deutschen Kirchenliedes von Michael Franck: „Ach wie flüchtig, ach wie nichtig!“ Seinem ganzen intellektuellen Symbolismus zum Trotz schafft es das Duett irgendwie auch, ein magisch ergreifendes Musikstück zu sein. Wie das Duett bleibt der Schlusschor „A capir tante dolcezze“ (Nr. 32) in g-Moll, während sein Text den konventionellen „glücklichen Ausgang“ bekanntgibt.
Wollte Händel uns zum Nachdenken über die Ungerechtigkeit des Todes von Varo und das Überleben des Schurken Segeste veranlassen – Varo wird als bewundernswerter Mann dargestellt, der sich ehrenhaft verhält und zum letzten Mal zu hören ist, wenn er seine äußerst charmante Arie „Mira il Ciel, vedrai d’Alcide“ (Nr. 22, mit Hörnern und Oboen) singt? War Händel in Vanitas-Stimmung? Oder zog es ihn schlicht in Gedanken an irgendein Stück, das ihm in der Erinnerung haftete, instinktiv zu g-Moll hin? Auf jeden Fall sind die Feinheiten dieses Chors aller Wahrscheinlichkeit nach an seinem Publikum vorbeigegangen und könnten zu dessen mangelnder Begeisterung für die Oper insgesamt beigetragen haben.
Obwohl das englische Publikum in dieser Zeit Oratorien mehr und mehr vorzog, hat Händels „erste Liebe“ – die Oper – unverkennbar nach wie vor sein Herz und sein Denken in Beschlag genommen. Dies lässt das Autograph mit seinen Anzeichen einer fieberhaften Inspiration ebenso erkennen, wie die Hast, musikalische Gedanken niederzuschreiben, ehe sie verschwinden, und sie manchmal schon während der Niederschrift zu ändern und verbessern. Die erste Idee mag bereits ansprechend sein, aber die fertige, korrigierte Version ist oft noch unendlich viel ansprechender. Was wie ein erster Entwurf aussieht, ist zugleich die fertige Partitur – schwer zu glauben, aber wie sonst hätte Händel in so kurzer Zeit so viel Musik komponieren, überarbeiten und niederschreiben können?
Die Partie des Tullio ist im Autograph mit Ausnahme der im Altschlüssel notierten Arie „Non deve Roman petto“ (Nr. 2) für Bass geschrieben. Da Händel aber neben Henry Theodore Reinhold keinen zweiten Bassisten zur Verfügung hatte, war er vermutlich gezwungen, die Partie mit einer Altistin zu besetzen.

## Struktur der Oper
Ouverture. – Menuet. (2 Ob, Str, BC)

### Erster Akt
| Scena I    | Recitativo. Tusnelda, Arminio Fuggi, mio bene                                    |
|            | 1. Duetto. Tusnelda, Arminio (2 Vl, BC) Il fuggir, cara mia vita                 |
| Scena II   | Recitativo. Tullio, Varo Signor, è in tuo potere                                 |
|            | 2. Aria. Tullio (2 Vl, BC) Non deve Roman petto dar all’amor ricetto             |
|            | Recitativo. Varo Ah! che un vero valore                                          |
|            | 3. Aria. Varo (2 Vl, BC) Al lume di due rai più fiero io pugnero                 |
| Scena III  | Recitativo. Segeste, Arminio, Tusnelda Colla spada d’Arminio, Signore            |
|            | 4. Aria. Tusnelda (2 Vl, BC) Scaglian amore e sangue                             |
| Scena IV   | Recitativo. Segeste, Arminio, Varo Arminio, al tuo furore                        |
|            | 5. Aria. Arminio (Str, BC) Al par della mia sorte                                |
| Scena V    | Recitativo. Segeste Se Arminio oggi non piega a ricever da Roma                  |
|            | 6. Aria. Segeste (2 Vl, BC) Fiaccherò quel fiero orgoglio                        |
| Scena VI   | 7. Aria. Sigismondo (2 Vl, BC) Non son sempre vane larve vio che apparve         |
| Scena VII  | Recitativo. Tusnelda, Ramise, Sigismondo Ramise, oh Dei! … Quali infelici avvisi |
|            | 8. Aria. Ramise (Str, BC) Sento il cor per ogni lato circondato di spavento      |
| Scena VIII | Recitativo. Sigismondo, Tusnelda Oime! parte Ramise                              |
|            | 9. Aria. Tusnelda (2 Vl, BC) È vil segno d’un debole amore                       |
| Scena IX   | Recitativo. Sigismondo Cruda sorella! oh Dei!                                    |
| Scena X    | Recitativo. Segeste, Sigismondo Figlio? Padre Signor                             |
|            | 10. Aria. Sigismondo (Str, BC) Posso morir, ma vivere                            |

### Zweiter Akt
| Scena I    | 11. Sinfonia. (2 Ob, Str, BC)                                                     |
|            | Recitativo. Tullio, Segeste Come, Signor, vorrai?                                 |
|            | 12. Aria. Tullio (2 Vl, BC) Con quel sangue dipinta vedrai forriera               |
| Scena II   | Recitativo. Varo, Segeste Questo e, Signor, di Cesare il volere                   |
| Scena III  | 13. Aria. Arminio (2 Vl, BC) Duri lacci! voi non siete per me                     |
| Scena IV   | Recitativo. Segeste, Tusnelda Arminio, inquesti accenti                           |
|            | 14. Aria. Arminio (Str, BC) Sì, cadrò! ma sorgerà                                 |
| Scena V    | Recitativo. Segeste, Tusnelda Figlia, son vani i pianti                           |
|            | 15. Aria. Tusnelda (2 Vl, BC) Al furor che ti consiglia ad Augusto                |
| Scena VI   | Recitativo. Ramise, Segeste Prencipe senza fide!                                  |
| Scena VII  | Recitativo. Sigismondo, Ramise, Segeste Ah! Ramise! Ah! destino!                  |
|            | 16. Aria. Ramise (2 Vl, BC) Niente spero, tutto credo                             |
| Scena VIII | Recitativo. Sigismondo O Ramise, o Segeste!                                       |
|            | 17. Aria. Sigismondo (Ob solo, 2 Ob, Str, BC) Quella fiamma ch’il petto m’accende |
| Scena IX   | Recitativo. Arminio, Tusnelda, Varo Ola! Custodi, alcun di voi                    |
|            | 18. Aria. Arminio (2 Ob, Str, BC) Vado a morir vi lascio la pace ch’ho nel cor    |
| Scena X    | Recitativo. Varo, Tusnelda Tusnelda, io son confuso!                              |
|            | 19. Aria. Tusnelda (Str, BC) Rendimi il dolce sposo due vite io ti dovro          |

### Dritter Akt
| Scena I    | 20. Sinfonia e Recitativo accompagnato. Arminio (Str, BC) Fier teatro di morte! orrida scena!           |
|            | Recitativo. Arminio, Varo, Segeste, Tullio Ministri, alla mia morte                                     |
|            | 21. Aria. Arminio (2 Vl, BC) Ritorno alle ritorte; sorte, che vuoi da me?                               |
| Scena II   | Recitativo. Varo, Segeste Del castello in diffesa                                                       |
|            | 22. Aria. Varo (2 Ob, 2 Hr, Str, BC) Mira il Ciel, vedrai d’Alcide e le guerriere armi omicide          |
| Scena III  | 23. Arioso. Tusnelda (BC) Ho veleno e ferro avanti                                                      |
|            | Recitativo. Tusnelda, Ramise Ti stringo, o illustre acciaro                                             |
|            | 24. Duetto. Tusnelda, Ramise (2 BlFl, 2 Ob, Str, BC) Quando più minaccia il Cielo                       |
| Scena IV   | Recitativo. Sigismondo, Ramise, Tusnelda Arminio sventurato!                                            |
|            | 25. Aria. Sigismondo (Str, BC) Il sangue al cor favella amare                                           |
| Scena V    | 26. Arioso. Tusnelda (Str, BC) Tra speme e timore mi palpita il core                                    |
|            | Recitativo. Arminio Mia sposa! mia sorella!                                                             |
| Scena VI   | Recitativo. Sigismondo, Arminio, Tusnelda, Ramise Arminio; non è tempo, Signor                          |
|            | 27. Aria. Arminio (2 Ob, Str, BC) Fatto scorta al sentier della gloria                                  |
|            | Recitativo. Tusnelda Va; che nel dubbio colle                                                           |
|            | 28. Aria. Tusnelda (2 Ob, 2 Vl, BC) Va, combatti ancor da forte                                         |
| Scena VII  | Recitativo. Ramise, Sigismondo Sigismondo, qui resti vittima di Segeste                                 |
| Scena VIII | Recitativo. Segeste, Sigismondo, Ramise In vece d’eseguir gli ordini miei                               |
|            | 29. Aria. Sigismondo (2 Ob, Str, BC) Impara a non temer dal mio costante amor                           |
|            | Recitativo. Ramise Perchè mi dividete                                                                   |
|            | 30. Aria. Ramise (Str, BC) Voglio seguir lo sposo, barbari, dispietati                                  |
| Scena IX   | Recitativo. Tullio, Segeste, Sigismondo, Arminio, Tusnelda, Ramise Fuggiam, Signor, Varo rimase estinto |
|            | 31. Duetto. Tusnelda, Arminio (2 Ob, Str, BC) Ritorna nel core vezzosa brillante                        |
|            | Recitativo. Arminio Goda nostr’alma appieno                                                             |
|            | 32. Coro. (2 Ob, Str, BC) A capir tante dolcezze                                                        |

## Erfolg und Kritik
“[…] Handel’s return to the military heroic type of libretto, last addressed in Sosarme, after his fruitful incursions into the worlds of Ariosto and classical myth in the five intervening operas, elicited a weak response. Old stock devices like the business with the sword and cup of poison in Act III (compare Floridante, Tolomeo and Lotario) no longer inspired exciting music. Much of the score is reminiscent of things he had said better elsewhere. In most of Act I and the latter part of Act III he seems merely to be going through the motions. This is reflected in the comparative weakness of the characterisation, the element in which so many of his operas from Agrippina to Alcina had been supreme; and that must be put down in part to his rough treatment of the libretto. As in Berenice and for the same reason, instead of haunting our memory, the characters come only fitfully to life because they are allowed so little opportunity to explain their actions. Many of their arias, especially the more virtuoso pieces, have a tenuous connection with the plot. Only at the end of Act II and the start of Act III does Handel approach the height of his powers.”

„[…] Händels Rückkehr zur militärischen und heroischen Art von Libretto, wie zuletzt in Sosarme [1732], nach den fruchtbaren Ausflügen in die Welt des Ariosto und der klassischen Mythologie in den fünf dazwischenliegenden Opern, hatte nur geringe Resonanz. Der Griff in die Klamottenkiste des Herumfuchtelns mit dem Schwert und dem Giftbecher (wie in Floridante, Tolomeo und Lotario) hat ihn nicht mehr zu spannender Musik inspiriert. Vieles in der Partitur erinnert an Dinge, die er anderswo schon besser ausgedrückt hatte. Hauptsächlich im ersten und im Schlussteil des dritten Aktes scheint er die Handlung nur abzuarbeiten und die Schwäche der Charakterisierung, welche so viele seiner Opern von Agrippina bis Alcina auszeichnen, tritt hier zutage, und dies muss zum Teil seinem rauhen Umgang mit der Librettovorlage zugeschrieben werden. Wie auch [später] in Berenice und dort aus dem gleichen Grund, versteht man den Handlungsablauf nicht, weil die Personen nur sporadisch lebendige Wesen werden und nur selten Gelegenheiten bekommen, die Motivation ihrer Handlungen erklären zu dürfen. Viele der Arien, vor allem die mehr virtuosen Stücke, haben nur einen schwachen Bezug zum Geschehen. Nur am Ende des zweiten und am Beginn des dritten Aktes nähert sich Händel der Höhe seines Könnens.“

## Orchester
Zwei Blockflöten, zwei Oboen, Fagott, zwei Hörner, Streicher, Basso continuo (Violoncello, Laute, Cembalo).

## Diskografie
- Virgin Veritas 5 45621 2 (2000): Vivica Genaux (Arminio), Geraldine McGreevy (Tusnelda), Dominique Labelle (Sigismondo), Manuela Custer (Ramise), Luigi Petroni (Varo), Furio Zanasi (Segeste), Sytze Buwalda (Tullio)
 Il complesso barocco; Dir. Alan Curtis (146 min)
- Accent 26409 (2016): Christopher Lowrey (Arminio), Anna Devin (Tusnelda), Sophie Junker (Sigismondo), Helena Rasker (Ramise), Paul Hopwood (Varo), Cody Quattlebaum (Segeste), Owen Willetts (Tullio)
 FestspielOrchester Göttingen; Dir. Laurence Cummings (164 min)
- Decca 478 8764DH2 (2018): Max Emanuel Cenčić (Arminio), Layla Claire (Tusnelda), Vince Yi (Sigismondo), Ruxandra Donose (Ramise), Juan Sancho (Varo), Petros Magoulas (Segeste), Xavier Sabata (Tullio)
 Armonia Atenea; Dir. George Petrou (150 min)
- C Major 744408 (2018): Max Emanuel Cenčić (Arminio), Lauren Snouffer (Tusnelda), Aleksandra Kubas-Kruk (Sigismondo), Gaia Petrone (Ramise), Juan Sancho (Varo), Pavel Kudinov (Segeste), Owen Willetts (Tullio)
 Armonia Atenea; Dir. George Petrou (DVD live, 168 min)